# シネマハワイアンズ
『シネマハワイアンズ』は、2016年に公開の日本の映画。スパリゾートハワイアンズの創業50周年を飾る為の記念公演、「BIG MAHALO!! ～ありがとう・ありがとう・ありがとう～」が完成するまでを映像化した作品である。

## キャスト

### スパリゾートハワイアンズ・ダンシングチーム
※以下、撮影当時のメンバー構成

#### ソロダンサー
- モアナ梨江（第15代目リーダー）
- ロゼラニ幸恵
- マカレア麻衣（サブリーダー）
- オーリノ苑未
- ヒワラニ麻衣子

#### 40期生
- 工藤むつみ（サブリーダー）

#### 41期生
- 松本千鶴、寿々木麻美

#### 42期生
- 鷺加織

#### 43期生
- 小野寺千尋

#### 44期生
- 渡辺愛、渡辺舞、木野田舞子

#### 45期生
- 須藤水貴、大河原綾華、矢澤佑吏、賀澤教子、佐藤花絵

#### 47期生
- 熊谷聖菜、鈴木晴奈、和田絵美里、平田千晴、梁瀬結香

#### 48期生
- 谷合瑠莉、西尾涼子、髙浜美咲

#### 49期生
- 安保里緒菜、嵯峨千晶、駒井萌、磯﨑真里奈、小池春香、加藤咲樹、野﨑夕貴

#### 50期生
- 小野寺穂里、桑澤佳奈子、羽賀万由子、星怜奈、山田結衣

### ファイヤーナイフダンサー
- 裕仁ALEX、ケイン安齋、ジンLEON、LAGI中谷

### 斉藤和雄とエテネタヒチアンズ
- 斉藤和雄、須藤直彦、馬目健夫、田仲由典、相田一彦、小野俊昭

### 常盤音楽舞踊学院
- カレイナニ早川（最高顧問）
- クウレイ尚子（助教授）
- ホクラニ橋本（講師）
- 中柴美希（衣装室）
- 鈴木麻里子（衣装室）
- 大島由紀子（衣装室）

### 常盤音楽舞踊学院・一期生
- 小野洋子、本田マサ子、真鍋あき子、三井幸子、湯座よし子

### スパリゾートハワイアンズ レジャーグループ 芸能グループ
- 鹿山憲一、平塚芳彦、高岡則夫、穴澤一成、菅野清一、石口秀、井上茜

## 音楽

### BIG MAHALO
- 音楽：エミ・エレオノーラ
- 唄：KINO
- コーラス：GRACE
- ボーカルレコーディング：Hallz

### 海の唄
- 作詞・作曲：BEGIN
- アーティスト：BEGIN

## スタッフ
- 企画・プロデューサー：利倉亮
- アシスタントプロデューサー：竹内宏子
- 構成・演出：杉山太郎、利倉亮
- 取材：金田敬、北川帯寛、佐藤吏
- 取材協力：清水一利
- 撮影：志賀葉一、飯岡聖英、瀬川龍、宇野寛之、海津真也、矢澤直子
- 制作：江尻健司、榎本敏郎、酒井識人、竹田朋華、利倉易子、米澤勉
- 録音：山口勉、山田幸治
- 特機：奥田悟、柳澤克幸、菊地永純、杉大輔
- 編集：桐畑寛
- 編集助手：鶴岡幸治
- 音響効果：藤本淳
- MA：若林大記
- 映像協力：内田恵三、内田久美子
- 音楽協力：柴田修、和久井千恵子(ALOHA SOUND)
- ナレーション：秋吉久美子